# Partido Socialista da Cantábria

Logotipo do Partido Socialista da Cantábria.

O Partido Socialista da Cantábria (PSC-PSOE) é a federação do PSOE em Cantábria. Sua Presidente atual é Blanca Rosa Gómez Morante, que já foi prefeita de Torrelavega de 1995 a 1999 e de 2003 até hoje. 
A secretária-geral é Dolores Gorostiaga é a Vice-Presidente de Cantábria desde 2003. Atualmente, o PSC-PSOE forma parte do Governo de Cantábria junto ao PRC.
A Esquerda Democrática Cantabra (em espanhol Izquierda Democrática Cántabra), conhecida pela sigla IDCAN, integrou-se no PSC-PSOE em 2003.